# Abdus Sattar
Abdus Sattar, né le 1er mars 1906 et décédé le 5 octobre 1985, est un homme d'État bangladais. Chef du Parti nationaliste bangladais (BNP), il a été président du Bangladesh de 1981 à 1982, et auparavant vice-président. Juriste de profession, Sattar a occupé de nombreux postes constitutionnels et politiques au Bengale britannique, au Pakistan oriental et au Bangladesh. Il a été ministre du Cabinet, juge de la Cour suprême et commissaire en chef aux élections.
Sattar a été l'un des rares présidents exécutifs de l'histoire du pays. En proie à des problèmes de santé et à la vieillesse, sa présidence de courte durée a été marquée par des troubles politiques croissants et l'ingérence des militaires. Sattar a été renversé lors du coup d'État de 1982 au Bangladesh.

## Jeunesse et carrière
Sattar est né en 1906 à Birbhum, dans la présidence du Bengale, en Inde britannique. Il a obtenu une licence en droit et une maîtrise en droit de l'université de Calcutta et s'est inscrit au barreau de la Haute Cour de Calcutta. Il est devenu un protégé de A. K. Fazlul Huq, le premier Premier ministre du Bengale. Il a siégé dans divers organes municipaux à Calcutta en tant que militant du parti Krishak Praja. En 1950, après la partition de l'Inde britannique, Sattar s'installe à Dacca, dans le Dominion du Pakistan. Il a rejoint le barreau de la Haute Cour de Dhaka. Il a été élu à l'Assemblée constituante du Pakistan en 1955. Il a été ministre de l'Intérieur du Pakistan et ministre de l'Éducation du Pakistan dans le cabinet du Premier ministre Ibrahim Ismail Chundrigar en 1957. Il a été nommé juge à la Haute Cour de Dhaka, où il a siégé de 1957 à 1968. Il a également présidé des affaires devant la Cour suprême du Pakistan.
En 1969, Sattar a été nommé commissaire en chef des élections au Pakistan. Il a organisé la première élection générale du Pakistan en 1970, au cours de laquelle la Ligue Awami a obtenu une majorité parlementaire historique pour former le gouvernement,. La Ligue s'est vu refuser le transfert du pouvoir par la junte militaire de l'époque dirigée par le général Yahya Khan. Alors que la guerre de libération du Bangladesh éclatait avec un génocide contre les civils bengalis, Sattar a été bloqué à Islamabad, dans l'ouest du Pakistan, retiré des positions officielles et interné par le gouvernement pakistanais. En 1973, Sattar est retourné au Bangladesh indépendant dans le cadre du rapatriement des fonctionnaires bengalis bloqués. Il jouissait d'une notoriété grandissante à Dhaka, mais menait une vie tranquille avec sa femme et n'avait pas d'enfants.
Sattar a été président du conseil d'administration de la Bangladesh Life Insurance Corporation (1973-1974), président du Journalist Wage Board (1974-1975) et président du Bangladesh Institute of Law and International Affairs. En 1975, il a été nommé conseiller du Président de la République Abu Sadat Mohammad Sayem et s'est vu confier la responsabilité du Ministère du droit et des affaires parlementaires. En 1977, le nouveau président et administrateur en chef de la loi martiale, le lieutenant-général Ziaur Rahman, a nommé Sattar vice-président du Bangladesh. Avec le rétablissement du multipartisme, Sattar a rejoint le Parti nationaliste bangladais (BNP) nouvellement formé en 1978. Parlant de Zia, Sattar dit : « Il était comme mon fils. Je l'aimais trop. Je l'aimais parce qu'il essayait de construire ce petit pays d'une meilleure façon ».

## Présidence

Sattar (troisième assis en partant de la gauche) avec les dirigeants du monde au Sommet Nord-Sud à Cancún, au Mexique, en 1981

Lorsque Zia a été assassinée en mai 1981, un frêle vice-président Sattar était hospitalisé et est devenu automatiquement le président par intérim du Bangladesh. S'adressant à des journalistes étrangers à Bangabhaban le 4 juin, il a annoncé que les élections dans les 180 jours suivant le décès de l'ancien président se déroulaient conformément au calendrier constitutionnel, afin de « déjouer toute conspiration visant à perturber le processus démocratique dans le pays ». L'état d'urgence a été imposé. La date des élections du 21 septembre a été repoussée au 15 novembre, les partis d'opposition demandant plus de temps pour faire campagne. La violence s'est produite lorsque douze officiers de l'armée ont été exécutés après avoir été reconnus coupables de complicité dans l'assassinat de Zia.
En tant que candidat du BNP, Sattar a remporté l'élection présidentielle en 1981, battant de très loin son principal adversaire, Kamal Hossain, de la Ligue Awami du Bangladesh. Hossain et d'autres groupes d'opposition ont affirmé que les élections étaient truqués. L'urgence a été levée après les élections. Sattar a nommé un Conseil des ministres de 42 membres. Il a laissé le premier ministre controversé de Zia, Shah Azizur Rahman, continuer à occuper le poste au sommet. Sattar détenait personnellement les portefeuilles de la Défense et de la Planification. Il a nommé l'économiste Mirza Nurul Huda au poste de vice-président. La violence contre les musulmans bengalis en Assam, dans l'Inde voisine, a éclaté sous la présidence de Sattar.
Sattar a formé un Conseil de sécurité nationale pour étudier comment les forces armées du Bangladesh pourraient contribuer au développement du pays. Il a été élu sans opposition à la présidence du Parti nationaliste bangladais en janvier 1982. Sattar a ensuite formé un nouveau cabinet. Le vice-président Huda a démissionné le 21 mars 1982, affirmant avoir été victime d'un complot au sein du BNP. Sattar a nommé Mohammad Mohammadullah comme remplaçant de Huda.

### Coup d'Etat militaire de 1982
Un coup d'État sans effusion de sang mené par le chef de l'armée bangladaise Hussain Muhammad Ershad a renversé le gouvernement de Sattar en 1982. Dans la matinée du 24 mars, les chefs de la marine bangladaise, de l'armée de l'air bangladaise, des garde-frontières du Bangladesh (en) et le secrétaire militaire du président sont entrés au Bangabhaban et ont forcé Sattar à signer une déclaration de renonciation au pouvoir La loi martiale a été déclarée. Sattar a été remplacé par le juge à la retraite A. F. M. Ahsanuddin Chowdhury.

## Mort
Sattar est décédé à l'hôpital Suhrawardy de Dhaka le 5 octobre 1985, à l'âge de 79 ans.